# Phunoi
I phunoi (in lingua lao: ຜູ້ນ້ອຍ e in lingua thai: ผู้น้อย, traslitterazione RTGS: phunoi o phu noi o phounoi; in lingua vietnamita: cống o côông o khong) sono un gruppo etnico che vive in diversi villaggi disseminati nelle zone settentrionali del Vietnam, del Laos e della Thailandia. In Vietnam, dove vengono chiamati cống, fanno parte dei 54 gruppi etnici ufficialmente riconosciuti.

## Distribuzione
La popolazione dei phunoi in Laos era stimata nel 1995 in 35.600 abitanti, stanziati nelle province di Phongsali, Luang Namtha e Houaphan. Piccole comunità sono rimaste nelle province di Vientiane e Luang Prabang dai tempi della guerra civile laotiana. In Thailandia vi è una piccola comunità nella Provincia di Chiang Rai. In Vietnam, dove nel 2002 erano stimati in 2.000 abitanti, vivono nella Provincia di Lai Chau, nell'estremo nord-ovest del Paese presso i confini con la Cina.

## Storia
I phunoi sostengono di essere originari dell'odierna Birmania e di essere giunti nel Regno di Lan Xang (l'antico nome del Laos) al seguito dell'esercito birmano nel XVI secolo. I birmani invasero più volte Lan Xang in quel periodo, occupandolo nel 1575. I phunoi furono incaricati dai birmani di presidiare il distretto di Poukha, oggi nella Provincia di Luang Namtha. Alla fine delle ostilità i phunoi scelsero di rimanere in Laos e molti si stanziarono nella Provincia di Phongsali.

## Etimologia
Il nome phunoi è quello che i laotiani hanno dato all'etnia e significa gente minore. In realtà si dividono in diverse comunità chiamate Hwethom, Khoany, Mung e Kkaskhong, ognuna delle quali ha un proprio dialetto. Nel censimento laotiano, nella voce phunoi sono probabilmente stati messi anche i Gazhou e i Kado, che hanno alcune origini in comune con i phunoi propriamente detti, ma che sono etnie diverse.

## Cultura e economia
Parlano l'idioma phunoi (chiamato cống in Vietnam), che fa parte della famiglia linguistica tibeto birmana. L'economia si basa su un tipo di agricoltura di sussistenza, con larga pratica del debbio, ma producono anche una considerevole quantità di manufatti, come cestini e stuoie in rattan, una varietà di palma caratteristica delle loro zone. Le comunità sono divise in molti clan, ognuno dei quali ha i suoi usi e costumi ed il proprio tipo di venerazione per gli antenati.
"Phunoi" significa "uomini piccoli" in diverse lingue tai, ed il nome originale è probabilmente "khong" o "cống".